# Hartford (Dakota del Sud)
Hartford és una població dels Estats Units a l'estat de Dakota del Sud. Segons el cens del 2000 tenia 1.844 habitants.

## Demografia
Segons el cens del 2000, Hartford tenia 1.844 habitants, 661 habitatges, i 534 famílies. La densitat de població era de 477,8 habitants per km².
Dels 661 habitatges en un 48,6% hi vivien nens de menys de 18 anys, en un 66% hi vivien parelles casades, en un 12,4% dones solteres, i en un 19,1% no eren unitats familiars. En el 15,9% dels habitatges hi vivien persones soles el 6,1% de les quals corresponia a persones de 65 anys o més que vivien soles. El nombre mitjà de persones vivint en cada habitatge era de 2,77 i el nombre mitjà de persones que vivien en cada família era de 3,09.
Per edats la població es repartia de la següent manera: un 32% tenia menys de 18 anys, un 6,5% entre 18 i 24, un 34,7% entre 25 i 44, un 18,4% de 45 a 60 i un 8,5% 65 anys o més.
L'edat mediana era de 32 anys. Per cada 100 dones de 18 o més anys hi havia 92,3 homes.
La renda mediana per habitatge era de 48.333 $ i la renda mediana per família de 53.942 $. Els homes tenien una renda mediana de 34.792 $ mentre que les dones 25.032 $. La renda per capita de la població era de 20.726 $. Entorn del 2,8% de les famílies i el 3,8% de la població estaven per davall del llindar de pobresa.

## Poblacions més properes
El següent diagrama mostra les poblacions més properes.